# Episodi di Stargate SG-1 (decima stagione)
La decima stagione della serie televisiva di fantascienza Stargate SG-1 è composta da 20 episodi e fu trasmessa per la prima volta negli Stati Uniti dal 14 luglio 2006 sulla rete televisiva Sci-Fi Channel; nel corso della stagione la serie fu trasmessa anche sulla rete inglese Sky One che trasmise l'ultimo episodio il 13 marzo 2007.
La serie in Italia è stata trasmessa a pagamento sulla rete satellitare Fox dal 10 marzo 2007 al 24 novembre 2007, ed in chiaro su LA7 dal 2 ottobre 2008 al 13 novembre 2008.

Il cast principale della decima stagione comprende Ben Browder nella parte del colonnello dell'Aviazione Cameron Mitchell, Michael Shanks nei panni del dottor Daniel Jackson, Amanda Tapping nel ruolo del tenente colonnello Samantha Carter, Christopher Judge che interpreta l'alieno Teal'c, e Claudia Black nella parte di Vala Mal Doran. Il complesso SGC è comandato dal generale Hank Landry, interpretato da Beau Bridges.
| nº | Titolo originale    | Titolo italiano        | Prima TV originale | Prima TV Italia   |
| -- | ------------------- | ---------------------- | ------------------ | ----------------- |
| 1  | Flesh and Blood     | Carne e sangue         | 14 luglio 2006     | 10 marzo 2007     |
| 2  | Morpheus            | Morpheus               | 21 luglio 2006     | 10 marzo 2007     |
| 3  | The Pegasus Project | Il progetto Pegasus    | 28 luglio 2006     | 17 marzo 2007     |
| 4  | Insiders            | Infiltrati             | 4 agosto 2006      | 17 marzo 2007     |
| 5  | Uninvited           | Indesiderato           | 11 agosto 2006     | 24 marzo 2007     |
| 6  | 200                 | 200                    | 18 agosto 2006     | 24 marzo 2007     |
| 7  | Counterstrike       | Contrattacco           | 25 agosto 2006     | 31 marzo 2007     |
| 8  | Memento mori        | Memento mori           | 8 settembre 2006   | 31 marzo 2007     |
| 9  | Company of Thieves  | La compagnia dei ladri | 15 settembre 2006  | 7 aprile 2007     |
| 10 | The Quest (Part 1)  | La ricerca (parte 1)   | 22 settembre 2006  | 7 aprile 2007     |
| 11 | The Quest (Part 2)  | La ricerca (parte 2)   | 9 gennaio 2007     | 22 settembre 2007 |
| 12 | Line In The Sand    | Un solco nella sabbia  | 16 gennaio 2007    | 13 ottobre 2007   |
| 13 | The Road Not Taken  | La via del non ritorno | 23 gennaio 2007    | 20 ottobre 2007   |
| 14 | The Shroud          | Il sudario             | 30 gennaio 2007    | 6 ottobre 2007    |
| 15 | Bounty              | Cacciatori di taglie   | 6 febbraio 2007    | 29 settembre 2007 |
| 16 | Bad Guys            | I ribelli              | 13 febbraio 2007   | 27 ottobre 2007   |
| 17 | Talion              | Una vendetta personale | 20 febbraio 2007   | 3 novembre 2007   |
| 18 | Family Ties         | Legami di famiglia     | 27 febbraio 2007   | 10 novembre 2007  |
| 19 | Dominion            | Dominio                | 6 marzo 2007       | 17 novembre 2007  |
| 20 | Unending            | Senza fine             | 13 marzo 2007      | 24 novembre 2007  |

## Carne e sangue
- Titolo originale: Flesh and Blood
- Diretto da: Will Waring
- Scritto da: Robert C. Cooper

### Trama
Dopo il devastante attacco gli Ori lasciano la scena per cominciare la loro crociata per purificare la galassia. Mentre le forze superstiti terrestri tentano di riorganizzarsi Vala porta alla luce una bambina: un Ori nel corpo di un essere umano con tutta la loro conoscenza con l'intenzione di guidare l'armata nella galassia degli Antichi.

## Morpheus
- Titolo originale: Morpheus
- Diretto da: Andy Mikita
- Scritto da: Joseph Mallozzi e Paul Mullie

### Trama
L'SG1 visita un pianeta che Daniel reputa importante per trovare il Santo Graal di Merlino. Su tale pianeta si trovano le prove della presenza di Morgana, antica ascesa rivale di Merlino. Essa, secoli prima, ha lanciato qui una maledizione che ha ucciso tutti gli abitanti del villaggio addormentandoli, maledizione che ora sta facendo venire un sonno patologico a SG1 e compagni...

## Il progetto Pegasus
- Titolo originale: The Pegasus Project
- Diretto da: Will Waring
- Scritto da: Brad Wright

### Trama
Per impedire agli Ori di entrare nella nostra galassia si vuole attivare il supergate con uno stargate standard vicino a un buco nero nei pressi di Atlantide. In questo episodio compaiono anche la Fata Morgana e i personaggi di Stargate Atlantis.

## Infiltrati
- Titolo originale: Insiders
- Diretto da: Peter F. Woeste
- Scritto da: Alan McCullough

### Trama
Baal si fa catturare dall'SGC per chiedere aiuto contro i suoi cloni in cambio delle coordinate del sito ove si trova l'arma di Merlino. Con le sue indicazioni vengono infatti catturati tutti i cloni ma non sono chiare le sue vere intenzioni, né quale sia il Baal originale. L'NID interferisce e ci sono sviluppi imprevisti.

## Indesiderato
- Titolo originale: Uninvited
- Diretto da: Will Waring
- Scritto da: Damian Kindler

### Trama
Daniel è a caccia di documenti in Inghilterra e l'SGC diretta da Samantha Carter si occupa di un animale assassino invisibile sul pianeta P9J-333, riportando anche un altro caso sul pianeta P2R-866 sottomesso dagli Ori. Il generale Landry e Mitchell sono in vacanza nella baita di O'Neill e attendono che gli altri possano raggiungerli, ma occhi occultati li osservano. Evidentemente il dispositivo di occultamento personale Sodan è implicato, apparentemente attirando, a causa del suo meccanismo di funzionamento, degli esseri extradimensionali che attaccano l'utilizzatore alterandone il DNA e trasformandolo in mostro.

## 200
- Titolo originale: 200
- Diretto da: Martin Wood
- Scritto da: Brad Wright, Robert C. Cooper, Joseph Mallozzi, Paul Mullie, Carl Binder, Martin Gero, Alan McCullough

### Trama
Episodio umoristico che celebra il 200º episodio della serie. L'alieno Martin, diventato sulla Terra autore di un serial sulla falsariga di Stargate, cerca di coinvolgere la squadra come consulente tecnica del progetto. l'SG-1 propone idee e flashback sullo stile di Guerre stellari, di Star Trek, dei pupazzi di Thunderbirds, arrivando fino al Mago di Oz. 

## Contrattacco
- Titolo originale: Counterstrike
- Diretto da: Andy Mikita
- Scritto da: Joseph Mallozzi e Paul Mullie

### Trama
Il nuovo capo della nazione libera dei Jaffa, Se'tak, usa l'arma degli antichi presente in Dakara contro le forze degli Ori. Contravvenendo di fatto agli accordi presi dal suo predecessore elimina letteralmente tutta la vita presente in un pianeta sul quale gli Ori erano sbarcati per cercare adepti.

## Memento mori
- Titolo originale: Memento mori
- Diretto da: Peter DeLuise
- Scritto da: Joseph Mallozzi e Paul Mullie

### Trama
Vala perde la memoria a seguito del suo rapimento da parte del Trust: Charlotte Mayfield (alias il Goa'uld Athena) vuole recuperare dal suo subconscio le memorie del suo passato Goa'uld riguardanti un'antica mappa del tesoro.

## La compagnia dei ladri
- Titolo originale: Company of Thieves
- Diretto da: Will Waring
- Scritto da: Alan McCullough

### Trama
La nave terrestre Odyssey viene attirata con una falsa informazione riguardo a un secondo Supergate nel campo minato visto nell'episodio 5x15 (Summit), è opera dell'Alleanza Lucian: il luogotenente Anateo vuole usare la nave per ribellarsi al suo capo e ottenere il comando dell'alleanza. Purtroppo il comandante Emerson e 3 membri dell'equipaggio vengono uccisi. Mitchell si reca così da Nethan spacciandosi per Kefflin, uno dei suoi secondi (usando su di lui l'anello Ri' ol già adoperato da Jackson sempre in Summit per fingersi lo schiavo di Lord Yu). Nel frattempo la Carter riesce ad aprire un boccaporto nella stiva e a far scappare Vala e Jackson che neutralizzano le guardie e teletrasportano Anateo nel vuoto (fortunatamente il teletrasporto non aggancia la Carter che gli era molto vicina). La Odyssey viene poi trovata dai 2 contrabbandieri truffati da Vala in Prometheus Sciolta (8x12) e raggiunta da 2 Ha'tak con a bordo Nethan su uno e Mitchell sull'altro, quest'ultimo ha convinto i 2 contrabbandieri di essere Nethan e gli ordina di sparare all'altra nave. Mentre le due navi si sparano a vicenda la Odyssey riattiva l'Hyperdrive, recupera Mitchell e se la svigna, poco dopo Nethan elimina l'altro Ha' tak. L'Alleanza e la Terra sono ufficialmente in guerra.

## La ricerca (parte 1)
- Titolo originale: The Quest (Part 1)
- Diretto da: Andy Mikita
- Scritto da: Joseph Mallozzi e Paul Mullie

### Trama
Continua la ricerca da parte dell'SG-1 dell'arma anti-ascesi creata da Merlino. La loro ricerca li porta in un villaggio medioevale dove affrontano un percorso con delle prove che li porterà al Santo Graal. Ba'al è un passo avanti a loro.

## La ricerca (parte 2)
- Titolo originale: The Quest (Part 2)
- Diretto da: Andy Mikita
- Scritto da: Joseph Mallozzi e Paul Mullie

### Trama
Dopo aver affrontato tutte le prove a protezione del Santo Graal l'SG-1 e Ba'al vengono trasportati in una nuova stanza dalla quale Adria viene esclusa: qui scoprono che l'arma anti-ascesi è stata distrutta da molto tempo. Nella stessa stanza trovano Merlino in stasi: l'unico in grado di costruire una nuova arma. Prima di morire Merlino trasmette le sue conoscenze a una macchina che Daniel Jackson userà per ricreare l'antica arma. Prima che riesca a concludere, arriva Adria e cerca di uccidere la squadra SG1, Daniel con i poteri di Merlino salva i suoi amici, ma nel farlo mette a rischio la sua vita. Mentre SG1 si mette in salvo, Adria rapisce Daniel Jackson portandolo via con la sua nave. 

## Un solco nella sabbia
- Titolo originale: Line In The Sand
- Diretto da: Peter DeLuise
- Scritto da: Alan McCullough

### Trama
Nel tentativo di provare il dispositivo di sfasamento dimensionale di Merlino l'SG-1 risponde a una chiamata d'aiuto di un villaggio che ha ricevuto la visita di un Priore. Il piano è di usare il dispositivo di occultamento per nascondere l'intero villaggio. Il piano fallisce per un guasto al dispositivo e sparisce solo una stanza con Mitchell e la Carter.

## La via del non ritorno
- Titolo originale: The Road Not Taken
- Diretto da: Andy Mikita
- Scritto da: Alan McCullough

### Trama
Un esperimento fallimentare sul dispositivo di sfasamento dimensionale di Merlino trasferisce Carter in una dimensione alternativa dove la Terra è sotto attacco dagli Ori.

## Il sudario
- Titolo originale: The Shroud
- Diretto da: Andy Mikita
- Scritto da: Brad Wright e Robert C. Cooper

### Trama
In questo episodio ritorna il Gen. Jack O' Neill, membro storico dell'SG-1. Quando l'SG-1 trova un villaggio nel quale gli Ori professano la loro parola senza minacce, indagano e vi trovano come Priore il loro compagno Daniel Jackson. Daniel li stava aspettando: sarà una trappola di Adria? Nel frattempo, l'arma di Merlino attende di essere completata e finalmente utilizzata per distruggere gli Ori. Il piano è di rubare la nave su cui Daniel stava assemblando l'arma per conto di Adria, disattivare il Supergate ed entrare nella galassia Ori. La squadra però non gli crede e lo tiene prigioniero così Daniel spiega che Merlino aveva salvato parte della sua coscienza e l'aveva trasferita in Daniel (seppur ciò ha solo durata temporanea) e poi dice alla Carter come guidare la nave Ori. Non avendo più tempo e per non far insospettire Adria evade, recupera O' Neill, ruba la Odyssey e la modifica affinché possa usare uno ZPM per occultarsi. Nonostante però la Carter abbia bloccato i teletrasporti e il ponte della nave Ori, Adria e dei suoi soldati prendono la squadra. Daniel arriva giusto in tempo per tramortirla e assunto il controllo della nave fa chiamare la Daedalus da O' Neill per disattivare il Supergate. Vala innesca l'arma e si teletrasportano tutti fuori poco prima che la nave varchi il Supergate. Apparentemente l'arma ha funzionato, peccato però che poco dopo dal Supergate arrivano altre 6 navi.

## Cacciatori di taglie
- Titolo originale: Bounty
- Diretto da: Peter DeLuise
- Scritto da: Damian Kindler

### Trama
Dopo aver perso 3 astronavi commerciali e per i continui problemi subiti, l'Alleanza Lucian mette una sostanziosa taglia sulla testa della squadra SG-1: Dopo il successo i membri si prendono tutti un po' di riposo: Mitchell va a trovare i suoi genitori a Auburn in Kansas (con Vala che lo supplica di portarla con lui in quanto non aveva nessun posto dove andare) e poi gli ex compagni del liceo, Samantha partecipa col Dr. Lee a una conferenza sulle tecnologie del futuro, Daniel si reca in un museo per tradurre dei testi in aramaico, T'ealc su Chulak discute della situazione del Coniglio ma viene attaccato. Presto l'intera squadra viene presa di mira da dei cacciatori di taglie. Daniel viene avvicinato con delle avance da una signora ma uscendo dal museo fortunatamente un bus la investe, la Carter si salva da un cecchino grazie a un proiettore olografico che stava mostrando e che lo inganna, per poi finirlo con il fucile al plasma del Dr. Lee. T'ealc sfugge a un secondo attentato. Al liceo Mitchell si salva da un cacciatore solo perché un altro di questi presente lì (un certo Ventrel) lo elimina per non farsi rubare il lavoro, poi lo prende in ostaggio. Vala però lo riconosce e cerca di colpirlo ma Ventrel ha uno scudo. Fortunatamente il resto della squadra si teletrasporta nella sala e Ventrel convinto di averli presi tutti li porta alla sua navetta dove però si ritrova le armi puntate dai veri membri SG-1 che erano riusciti a trovare la sua navetta anche se occultata (quelli nella sala erano ologrammi) e gli fanno un'offerta allettante: eliminare Nethan che ha perso credibilità dopo i falliti attentati. Ventrel ne approfitta. Infine Mitchell si fidanza con Amy, una sua ex compagna che gli piaceva al liceo. Curiosità: ai minuti 25:50 e 26:10 sono visibili due volantini di propaganda per capiclasse coi nomi di Peter De Luise e Damian Kindler, riferimenti ai due omonimi che hanno diretto e scritto l'episodio.

## I ribelli
- Titolo originale: Bad Guys
- Diretto da: Peter DeLuise
- Scritto da: Martin Gero e Ben Browder

### Trama
Durante un viaggio l'SG-1 si ritrova in un museo impossibilitati a rientrare perché il DHD non è nient'altro che una mera imitazione. Inoltre vengono scambiati per dei terroristi.

## Una vendetta personale
- Titolo originale: Talion
- Diretto da: Andy Mikita
- Scritto da: Damian Kindler

### Trama
Un attentato terroristico durante un summit dei Jaffa quasi provoca la morte di Teal'c e Bra'tac. Teal'c conosce l'attentatore e cerca vendetta. Nemmeno l'SG-1 può fermarlo.

## Legami di famiglia
- Titolo originale: Family Ties
- Diretto da: Peter DeLuise
- Scritto da: Joseph Mallozzi e Paul Mullie

### Trama
Jacek, il padre di Vala, fornisce informazioni rilevanti riguardo a un piano d'attacco alla Terra in cambio di asilo politico. Vala non è convinta della veridicità dell'informazione.

## Dominio
- Titolo originale: Dominion
- Diretto da: William Waring
- Scritto da: Alex Levine e Alan McCullough

### Trama
L'SG-1 escogita un piano per catturare Adria sfruttando il legame familiare con Vala. Il piano riesce, però viene sfruttato da Ba'al per catturare Adria a sua volta.

## Senza fine
- Titolo originale: Unending
- Diretto da: Robert C. Cooper
- Scritto da: Robert C. Cooper

### Trama
La stirpe degli Asgard sta morendo a causa della loro degenerazione genetica, per questo decidono di condividere tutte le loro conoscenze con i Tau'ri prima che sia troppo tardi e che si autodistruggano. Mentre gli Asgard fanno esplodere il loro pianeta, un attacco imprevisto degli Ori spinge Carter a generare un campo di distorsione temporale attorno alla Odyssey per salvare la nave dalla distruzione. La squadra passerà ben 50 anni sulla nave sopravvivendo grazie al convertitore Asgard che li rifornisce di cibo, acqua ecc. nonostante all'esterno passino solo pochi secondi prima di trovare la soluzione: riavvolgere il tempo a poco prima dell'attivazione assorbendo l'energia del proiettile Ori e scollegare il computer Asgard che dava la loro posizione al nemico. L'azione però richiede che T'ealc pur restando fisicamente sulla nave non torni indietro di 50 anni per evitare che l'errore si ripeta. Il piano ha successo e l'SG-1 torna a casa, essendo però consci che non sapranno mai cos'è successo in quei 50 anni, a parte T'ealc che però non può parlarne.
Nota: Essendo questo l'ultimo episodio dell'intera serie e poiché questa non è stata rinnovata per un 11ª stagione, la trama prosegue nei film Stargate: L'arca della verità e Stargate: Continuum